# 神埼町
神埼町（かんざきまち）は、佐賀県の東部、神埼郡六ヶ町村のほぼ中央に位置していた、南北13.16 km、東西6.2 kmの長方形の町。
キャッチコピーは「歴史と未来がひびきあうまち…かんざき」。
2006年3月20日に神埼郡脊振村及び千代田町と合併し、神埼市が誕生した。

## 地理
町の大部分は筑紫平野で、北端が筑紫山地にかかる。中央を北から南に城原川が貫流し、町の中心はその東岸にある。
- 山：土器山（八天山、430m）、城山 (196m)、日の隈山 (148m)
- 河川：城原川、田手川、三本松川、馬場川、中地江川

### 隣接していた市町村
- 佐賀市
- 神埼郡千代田町・吉野ヶ里町・脊振村

## 歴史

### 近現代
- 1889年（明治22年）4月1日 - 町村制施行により神埼村が発足。
- 1893年（明治26年）7月1日 - 神埼村が町制施行し神埼町となる。
- 1949年（昭和24年）5月22日 - 町内に昭和天皇の戦後巡幸。佐賀製蝋で木蝋の生産を視察[1]。
- 1955年（昭和30年）3月31日 - 西郷村、仁比山村と合併し、改めて神埼町が発足。
- 2006年（平成18年）3月20日 - 神埼郡脊振村、千代田町と合併し神埼市が発足。同日神埼町廃止。

## 行政
- 町長：松本茂幸（2005年3月 - 2006年3月19日）

## 経済

### 産業
- 主な企業
  - ヤクルト佐賀工場
  - トヨタ紡織九州佐賀工場

## 姉妹都市・提携都市

### 海外
- 慶州市（大韓民国慶尚北道）
  - 2000年4月25日友好親善都市宣言

## 地域

### 教育

#### 大学
- 西九州大学

#### 高等学校
- 佐賀県立神埼高等学校
- 佐賀県立神埼清明高等学校

#### 小・中学校
- 神埼町立神埼中学校
- 神埼町立神埼小学校
- 神埼町立西郷小学校
- 神埼町立仁比山小学校

## 交通

### 空港
- 佐賀空港（川副町）まで車で約45分。
- 福岡空港（福岡市）まで車で約45分。

### 鉄道路線
- 九州旅客鉄道長崎本線：神埼駅
- 佐賀駅まで2駅、9分。
- 博多駅まで約1時間。

### 高速バス路線
- 長崎自動車道神埼バスストップ

### 道路
高速道路は長崎自動車道東脊振インターチェンジ（東脊振村）が近接。
- 一般国道
  - 国道34号
  - 国道385号
- 主要地方道
  - 佐賀県道21号三瀬神埼線
  - 佐賀県道31号佐賀川久保鳥栖線
  - 佐賀県道48号佐賀外環状線

## 名所・旧跡・観光スポット・祭事・催事
- 櫛田宮（くしだぐう）
- 九年庵（くねんあん）
- 仁比山神社（にいやまじんじゃ）
- 仁比山公園（にいやまこうえん）
- 宝珠寺（ほうしょうじ）

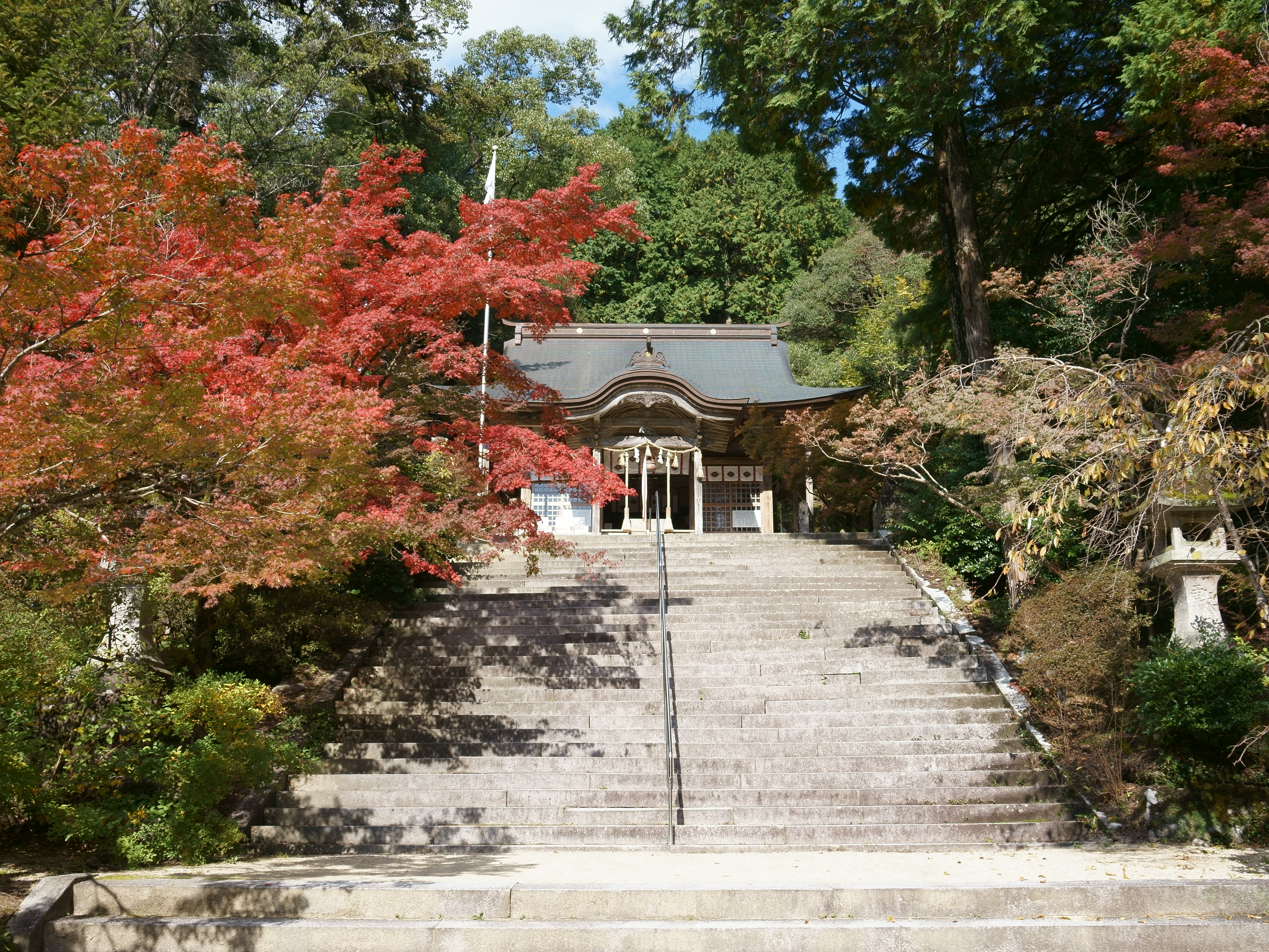
仁比山神社

- 吉野ヶ里歴史公園（よしのがりれきしこうえん）
- 屋根のない博物館

### 特産品
- 神埼そうめん - 神埼そうめん協同組合により2006年に地域団体商標登録されている[2]。また、機械製造技術は高度な技術であるとして「佐賀マイスター製法」として認定されている[3]。

### 百選
- 水の郷百選：歴史と未来がひびきあうまち…かんざき
- 遊歩百選：弥生の里から水の郷

## 出身有名人
- 木村庄之助 (30代)（相撲立行司）
- 荒木由美子
- 伊東玄朴（東京大学医学部の祖、蘭方医）
- 佐藤允（俳優）
- 野中信吾（元プロ野球選手）
- 陣内孝雄（参議院議員、法務大臣）